# HD32273
HD32273 — хімічно пекулярна зоря спектрального класу A2, що має видиму зоряну величину в смузі V приблизно  7,6.
Вона  розташована на відстані близько 270,4 світлових років від Сонця.

## Фізичні характеристики
Зоря HD32273 обертається 
досить швидко 
навколо своєї осі. Проєкція її екваторіальної швидкості на промінь зору становить  Vsin(i)=102км/сек.